# Razlog
Razlog (in bulgaro Разлог?) è una città della Bulgaria situato nel distretto di Blagoevgrad di 22 525 abitanti (dati 2005).

## Geografia antropica
Il comune è formato dall'insieme delle seguenti località:
- Razlog (sede comunale)
- Bačevo
- Banja
- Dobărsko
- Dolno Draglište
- Elešnica
- Godlevo
- Gorno Draglište

## Amministrazione

### Gemellaggi
- Sebenico